# Borealopelta
 Borealopelta  ist eine Gattung der Nodosauridae innerhalb der Vogelbeckendinosaurier aus der Unterkreide von Nordamerika. Das einzige bekannte Fossil wurde 2011 im Ölsand-Tagebau des Mineralölunternehmens Suncor Energy gefunden und in Medienberichten „Suncor-Nodosaurier“ (englisch „Suncor nodosaur“) genannt. Das Fossil ist ungewöhnlich gut erhalten und wurde 2017 wissenschaftlich beschrieben. Der Name bedeutet „nördlicher Schild“ (von griechisch βορέας „Norden“ und πέλτη peltē „Schild“). Die einzige und damit Typusart ist Borealopelta markmitchelli, benannt zu Ehren des Museumstechnikers Mark Mitchell, der das Fossil in jahrelanger Arbeit präpariert hatte.

## Fundgeschichte
Bergleute entdeckten das Fossil von Borealopelta am 21. März 2011 bei Arbeiten in der „Millennium Mine“ von Suncor Energy. Der Tagebau liegt in der kanadischen Provinz Alberta, knapp 30 Kilometer nördlich von Fort McMurray.
Die Sande, das heißt die mineralische Substanz der Athabasca-Ölsande, und mit ihnen das Skelett von Borealopelta wurden in der Kreidezeit abgelagert. Das Erdöl, das durch die Oberflächennähe zu Bitumen degradiert ist, wanderte erst später aus der Tiefe in die Sande ein. Die Bergung des Fossils aus dem Tagebau dauerte etwa zwei Wochen, wobei es kurz vor Abschluss in der Mitte durchbrach und später wieder aufwendig zusammengesetzt werden musste. Das Fossil wurde in das Royal Tyrrell Museum of Palaeontology transportiert und dort von Mark Mitchell präpariert. Seit Mai 2017 ist das Fossil in diesem Museum ausgestellt. Im November 2017 wurde eine neue Studie veröffentlicht, welche durch den guten Erhaltungszustand des Fossils die Hautfarbenbestimmung zuließ. Demnach war Borealopelta an seiner Körperoberfläche rotbraun gefärbt, während seine Unterseite eine hellere, weiße Färbung aufwies, eine Färbung, die für Waldbewohner meistens typisch ist (Tarnung durch Gegenschattierung).

## Analyse des Mageninhalts

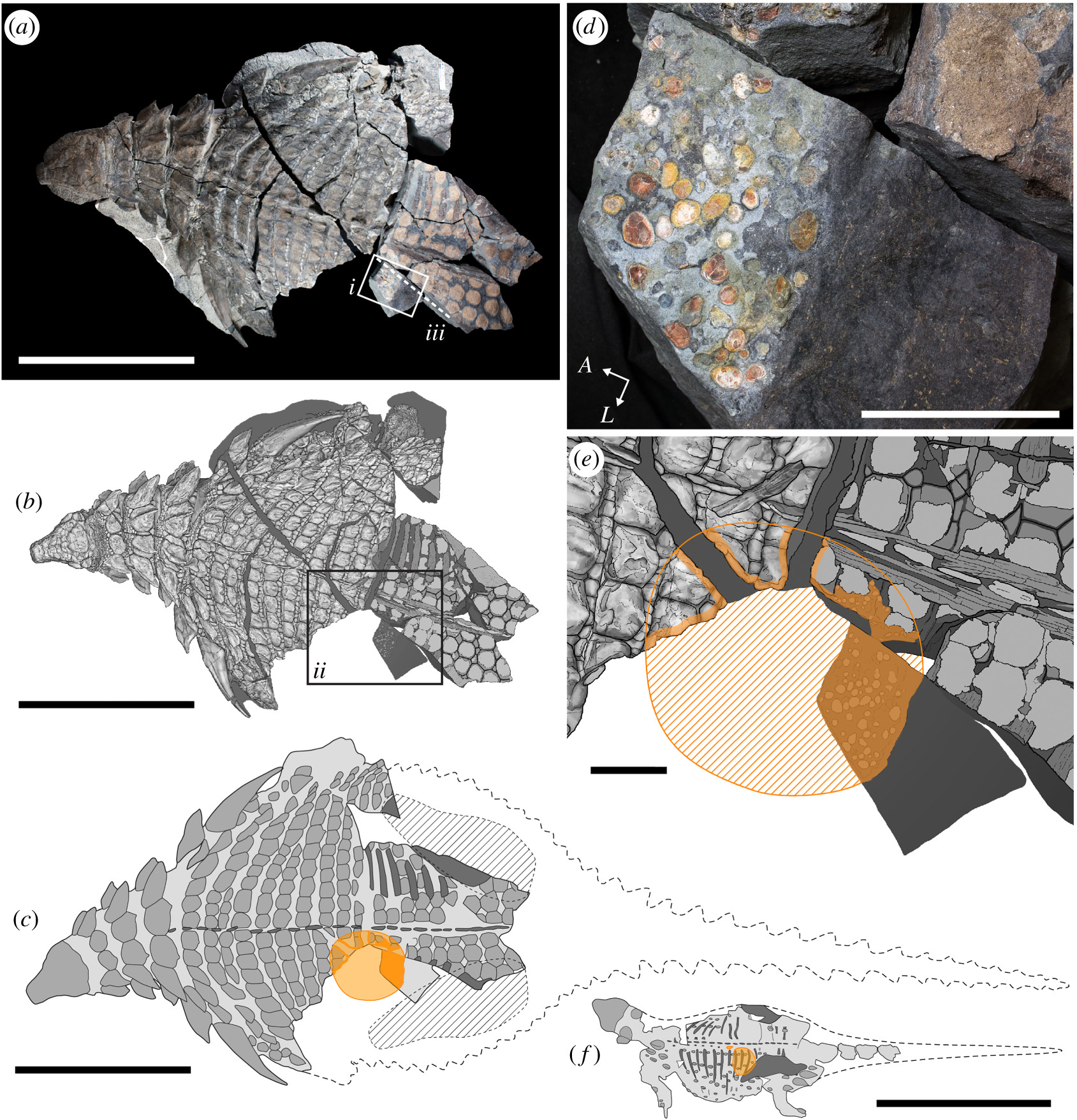
Fotos und Zeichnungen des Holotyps von Borealopelta markmitchelli mit Detailansichten des Magenbereichs (a-e).

Neben dem gut erhaltenen Panzer ist auch die letzte Mahlzeit in großer Detailfülle erhalten. Die Analyse des Mageninhalts, in etwa von der Größe eines Fußballs, zeigte, dass der pflanzenfressende Dinosaurier vorwiegend Farne aus der Klasse der Echten Farne verzehrte. Farnüberreste haben einen Anteil von 85 %, 3 % stammen von Palmfarnen und ein sehr kleiner Teil von Koniferen; der Rest konnte keiner Pflanzengruppe zugeordnet werden. Blätter machten etwa 88 % des Pflanzenmaterials aus, weniger als 7 % Stängel und Holz sowie etwa 6 % Holzkohle.
Die Holzkohle deutet darauf hin, dass der Dinosaurier seine letzte Mahlzeit in einem Gebiet verzehrt hat, in dem es in den letzten 6 bis 18 Monaten vor seiner Mahlzeit gebrannt hat. Auch Gastrolithe wurden im Darm gefunden. Aufgrund des Reifestadiums der Farne wird vermutet, dass der Dinosaurier im späten Frühjahr oder im beginnenden Hochsommer gestorben ist.

## Mögliche Todesursache und Fossilisation
Da der Körper keine äußeren Verletzungen aufweist, gilt Ertrinken als wahrscheinlichste Todesursache. Nach einer Drehung auf den Rücken und Freisetzung der Gase aus dem Bauchraum kam es zum raschen Versinken und Bildung einer Konkretion am Meeresboden, die den guten Erhaltungszustand verursachte.